# Testelmélet
A testelmélet a matematika, azon belül az absztrakt algebra egyik ága, amely a testek (mint algebrai struktúrák) tulajdonságait tanulmányozza.
Testnek nevezünk minden olyan halmazt, mely elemei között, a valós számok összeadásának és szorzásának mintájára két olyan művelet van értelmezve, melyekre érvényesek a valós számokra megszokott legalapvetőbb számolási szabályok: mindkét művelet kommutativitása, mindkettő asszociativitása, és a 2. műveletnek az elsőre nézve való disztributivitása, valamint mindkettő invertálhatósága (a „kivonás” és „osztás” elvégezhetősége). A definíció részletesebben többféle, bár hasonló és nagyrészt ekvivalens változatban is megfogalmazható (ld. a test (algebra) c. cikket).

## Történelem

### Konkrét testek: a törtektől a kvaterniókig
A testelmélet kialakulása történetileg elég egyértelműen a konkréttól az elvont felé haladt, vagyis először szükség volt az első példák, a racionális illetve valós számtest fogalmának kialakítására.

#### Egyiptom és Babilon: a törtek, az osztás, a gyökvonás és a szöveges algebra kifejlődése
A testekre vonatkozó olyan konkrét ismeretek, mint pl. a törtszámok fogalma vagy az elsőfokúaknál magasabb fokú egyenletek, már az ókori keleti civilizációkban is megjelentek.
Az ókori Egyiptomban ismerték a pozitív egész számokat és bizonyos értelemben a törteket is, utóbbiak közül azonban csak az egységnyi nevezőjűeket (törzstörtek, pl. 1/2, 1/3, 1/20 stb.) tartották fontosnak (vagy „valóságosnak”), ugyanis nagyon kevés kivételtől eltekintve, mint pl. a 2/3 és 3/4, a törteket törzstörtek összegére bontással fejezték ki (utóbbi a szorzás mint önálló művelet hiánya miatt nem is meglepő). A nem egységnyi számlálójú törtek többségére külön jelet sem vezettek be. A negatív számokat nem ismerték, és bár tudtak osztani olyan értelemben, hogy meg tudtak oldani „hányszor kell az aha-t (az ismeretlen mennyiséget) megszorozni b-vel, hogy c legyen” típusú feladatokat, azaz a mai elsőfokú egyenletekkel és elsőfokú egyenletrendszerekkel egyenértékű numerikus problémákat (b,c náluk mindig konkrét szám volt), a megoldások leírása (amely inverz műveletek alkalmazása helyett sokszor a regula falsira alapozott) és a törzstörtek használata azt valószínűsíti, hogy az osztás mint önálló számtani művelet nem tudatosult náluk külön fogalomként, noha mint eljárás, recept létezett már. Valójában a szorzás esetében sem egyértelmű ez, mivel különálló elnevezésük és algoritmusuk arra sem létezett, a többszörös duplázásra vezették vissza.  Mindent összevetve: az óegyiptomiak legfeljebb csak a pozitív racionális számokat ismerték, melyek aritmetikai szempontból nagyon kifinomult, de algebrailag csak többé-kevésbé differenciálódott, nullelem nélküli, kommutatív, egységelemes és reguláris félgyűrűszerű struktúrát alkottak.
Testelméleti szempontból valamivel kifejlettebbnek tekinthető a babiloni matematika. E civilizáció írnokai is ismerték a törteket, sőt, az egyiptomiak aritmetikai tudását meghaladva a nem negatív egész és tört számok helyi értékes írásmódját is elkezdték kidolgozni (noha a nulla hiánya miatt ez nem lehetett teljessé): minden nem egész mennyiséget igyekeztek hatvanados törtekben kifejezni.  A törtek és az osztás fogalmát még mindig nem azonosították teljesen (a törtek elnevezései és írásjelei mérési eljárásokból származónak mutatják őket), de az osztást már reciprokkal való szorzásként végezték (e célra reciproktáblázatokat alkottak), és tetszőleges a/b törtmennyiséget úgy számoltak ki, mint a×(1/b)-t. 

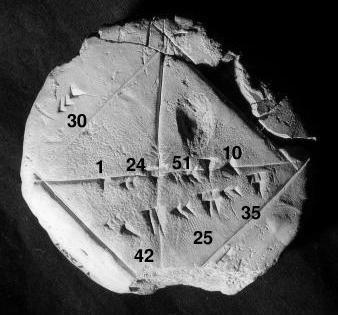
A Yale Babilonian Collection (YBC) 7289 sz. óbabiloni agyagtábla (Kr. e. kb. 1800–1600-ból), általános vélemény szerint egy négyzet átlóhosszának, vagyis -nek öt tizedesjegyre pontos közelítő értékével. A bal oldali, felső szám a négyzet oldalának hossza (30), középen, az átlóra róva a értéke (az egységnyi oldalú négyzet átlója), alul pedig az átló valódi hossza, a két fentebbi szám szorzata,.

Sőt, rendelkeztek a négyzetgyök fogalmával is (külön négyzetgyökvonó táblázatokat is alkottak), és a gyökmennyiségeket (tehát irracionális számokat) is ügyesen (a Newton-módszerhez hasonlóan, iteratív módon) közelítették;  vagyis kezelni tudtak irracionális számokhoz vezető problémákat, bár nincs írásos vagy közvetett bizonyítéka, hogy ezek irracionalitásáról fogalmuk lett volna. Mindenesetre tovább léptek az egyiptomiaknál:  a pozitív racionális számok félgyűrűje határozottabban (differenciáltabb törtfogalom) és egységesebb tárgyalásban (kevert hatvanados számrendszer) jelent meg, bár ezek tudatos felismerése még hiányozhatott; e mellett mindene számok már nemcsak reguláris, de kifejezetten invertálható félgyűrűstruktúrát alkottak.
Egyenletek és képletek felírása szolgáló matematikai jelrendszerük ugyan nem volt, sőt a negatív számokat sem ismerték, de a különböző másodfokú egyenletekhez vezető problémák pozitív racionális megoldásait meglehetős biztonsággal tudták megkeresni, és szöveges módon, receptszerűen, a megoldás indoklását mellőzve, leírni. Tipikus, másodfokú egyenletrendszerre vezető példa:

„A szélesség meg a hosszúság [összege] 30. A [téglalap] terület[e] 221. Mekkora a szélesség és a hosszúság?”

És a megoldás:

„Törd a 30-at ketté: 15. 15-ször 15 az 225. Vond ki ebből a területet, 225-ből 221 az 4. Négyzetgyöke 4-nek: kettő. Add ezt 15-höz: 17. Megkaptad a hosszúságot. Vond ki 2-t a 15-ből: 13. ez a szélesség. ”

[forrás?]
Egy 11x2+7x=6+(15/60) alakban rekonstruálható egyenletet úgy oldottak meg, hogy a fent x-szel jelölt ismeretlen helyett annak tizenegyedével kezdtek számolni (aminek modern analógja az x:=11y új ismeretlent bevezető helyettesítés), más problémák megoldási receptjei pedig elemi algebrai azonosságok ügyes alkalmazásaként is értelmezhetőek (bár ez, amint a következő bekezdés mutatja, vet fel bizonyos problémákat). De nemcsak a másodfokú egyenletekkel és másodfokú egyenletrendszerekkel egyenértékű (szöveges) feladatok megoldása történt meglehetős biztonsággal, sikeresen foglalkoztak egy harmadfokú egyenlettípussal is, amit ma paraméteres alakban x³+x²=p-nak írnánk (p pozitív racionális szám). Ennek megoldására külön számolótáblázatokat készítettek. 
Felmerül azonban kérdés, hogy az ókori „számolótáblák” olyasfajta interpretációja, ami a formulák és tételek szerint rendezett számcsoportok alapján formulák, tételek, képletek és egyenletek explicit ismeretét tételezi fel, mennyire helyénvaló? Az agyagtáblákon és papiruszokon sorakozó számcsoportok nem árulják el ugyanis, mennyire származnak kizárólag tapasztalati megfigyelésből ezek a számtáblázatok, akár kiötlőik, akár használóik mennyire voltak tudatában ezek általánosságának, törvényszerűségének. Csak konkrét példák csodált és alkalmazott, de esetleg az oksági viszonyokat tekintve meg nem értett sorozatai-e, vagy ténylegesen felismert algebrai törvények korai és tudatos illusztrációi, a törvények algebrai kifejezését lehetővé tévő jelrendszer híján numerikus táblázatokba kényszerített módon? Egy másik, ezzel összefüggő kérdés, hogy mennyire szakadt el az aritmetika a geometriai szemlélettől. Vannak, akik úgy vélik (Høyrup; Fowler és Robson, , 14. o.), hogy a babiloniak jórészt a görögöknél kialakulthoz hasonló geometrikus algebrát műveltek, melyben a számokat szakaszok és területek reprezentálták; a számok és mennyiségek sokkal inkább kiterjedéssel, semmint puszta nagysággal rendelkeztek.

#### Hellasz: az irracionális számok felfedezése, transzcendens mennyiségekhez vezető problémák
Az irracionális és ezáltal a valós számok a görögöknél, a püthagoreusok hatására jelentek meg az i.e. VI.-V. sz. környékén. Az elsőként felfedezett irracionális szám szinte bizonyosan a kettő négyzetgyöke volt, azaz az egységnyi oldalú négyzet átlójának hossza. Hogy az utóbbi hossz nem mérhető meg véges eljárással az oldalt mint hosszmértéket alapul véve, és így a pontos értékét lehetetlen kiszámítani, a számokat (valószínűleg keleti hatásra) misztikus tiszteletben részesítő, s azokat a világrend alapjának tekintő püthagoreusokat kétségbe ejtette. 
Az intellektuális sokk elmúltával az irracionális számok köré a görögök olyan kifinomult elméletet építettek (Euikleidész: Elemek, X. könyv) , ami a maga sajátságos módján a modern matematika precizitásához és részletességéhez hasonlatos, ugyanakkor nem elsősorban algebrai szempontok érdekelték őket, hanem inkább saját geometrikus világképük és számképük fejlesztése; így inkább magukat a számokat tanulmányozták, és azokat is a mérés kedvéért, semmint a műveleteket és struktúrákat. A görög szigor így az algebra fejlődésére nézve hátrányos volt: a geometrizálás megoldotta az irracionalitás paradoxonát, azonban melléktermékként értelmetlenné tette a harmadfokúnál magasabbfokú egyenletek vizsgálatát.
Az irracionalitás fogalmát adó „bölcselők” korát követő évszázadokra (Kr. e. V-IV. sz.) esik a görög matematika „klasszikus” kora, Platón Akadémiájának virágkora. Valószínűleg még az akadémisták előtt fedezték fel azokat nevezetes és a tizenkilencedik századig bizonyos értelemben megoldatlanul maradt klasszikus szerkesztési problémákat is, amelyek tanulmányozása azonban Akadémián (is) kiemelt témakörnek számított (kockakettőzés, szögharmadolás). Részben az akadémisták, részben független és jobbára későbbi matematikusok (Hippiász, Arkhimédesz) ugyan nemeuklideszi és transzcendens megoldásokat találtak a szerkesztésekre, azonban annak bizonyítása, hogy euklideszi módon megoldhatatlanok, csak az újkorban sikerült az európaiaknak, kiknél is e vizsgálatok a transzcendens mennyiségek elméletének kialakulásához vezettek.

#### India: A nullelem és a negatív számok első felfedezése
Mialatt a görögök a geometriát, valamint a későbbi függvényanalízis elemeit fejlesztették (görbék, kúpszeletek, arányelmélet, mechanika), az indiaiak (két kiemelkedő matematikusuk, Brahmagupta és Bászkhara révén) a Kr. u. 5. században felfedezték a nullát és a negatív számokat. Felfedezéseik jó része azonban feledésbe merült, sem az arabokhoz, sem az európaiakhoz nem jutott el. Az egyenletmegoldás szintje náluk is megmaradt a babiloni és görög színvonalon. Felfedezték ugyan, hogy a negatív számok segítségével az addig a tagoknak az egyenlet különböző oldalain való megjelenése miatt különböző típusokba sorolt másodfokú egyenletnek egységes tárgyalása adható (a megoldást ugyanúgy meg tudták adni teljes négyzetté kiegészítéssel, ahogyan a jelenkorban vezetik le a gimnáziumokban), csak éppen nem algebrai nyelven, hanem numerikus példák útján. Ez a tárgyalásbani egységesítés azonban inkább kényelmi könnyebbség, semmint a továbblépéshez nélkülözhetetlen eredmény.

#### Késő ókor, középkori távol-kelet és európai reneszánsz: az elemi algebra kora

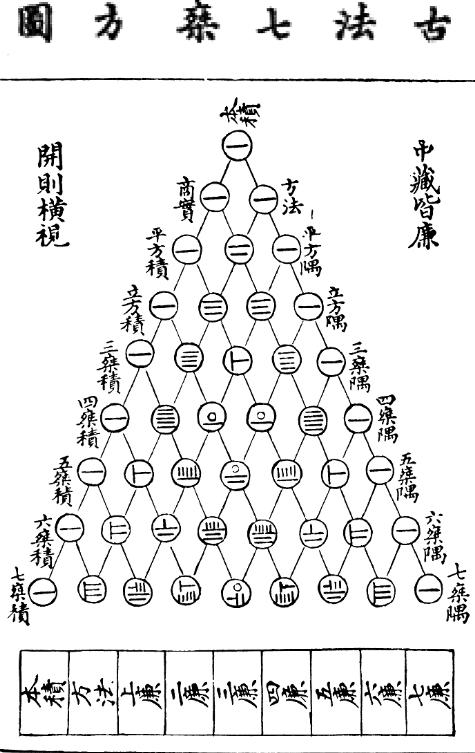
A „Yang Hui háromszög” – ti. Pascal-háromszög, a polinomok elméletének egyik legalapvetőbb eleme, a Yang Hui kínai matematikus által az 1300-as években írt matematikakönyv oldalain

Igaz, hogy az első formális jelrendszer egyenletek megoldására a görög Diophantosz (Kr. u. 3. sz.) műve volt, ebben az arab kora középkor és az európai késő középkor olasz és francia matematikusaiban is követőkre talált. Keleten, Indiában és Kínában szintén nagyon korán, sőt a mediterrán-eurázsiai régióknál néhány esetben sokkal korábban is kialakultak a hasonló fogalmak és módszerek. Mindenesetre, az ókortól a reneszánszig fokozatosan kialakult a pozitív racionális és irracionális számok, azonkívül az egyenletek és formális kifejezések fogalma: vagyis a pozitív valós számok biztos jelölése és használata, és számolás ennek még mindig csak félgyűrűstruktúrája szerint.
A reneszánsz három nagy algebrai eredménye nemcsak a negatív számok meglehetősen döcögősen történő bevezetése (a valós szám-félgyűrű végleg gyűrűvé záródik, nem csak epizódszerűen, mint az ó-indiaiaknál), de a komplex számok létének felismerése (még jóformán a teststruktúrát sem ismeri fel az emberiség, máris megkezdi az algebrailag zárttá bővítését), és a harmadfokú (S. Del Ferro, G. Cardano, N. Tartaglia) és negyedfokú (Cardano, L. Ferrari egyenletek megoldóképletének felfedezése volt. Előbbi, Cardano-gyökképletnek is nevezett összefüggés felfedezése az érdeklődést természetes módon terelte a magasabb fokszámú egyenletek megoldása, mint kihívás felé. A gyökképletek a meglehetősen újonnan (pár évtizeden vagy évszázadon belül, a fokozatosság miatt pontosabbat nehezebb mondani) felfedezett formális algebrai nyelv, vagy legalábbis „gondolkodás” egyik legfontosabb és legkorábbi elméleti diadala: nemcsak maga a gyökképlet bonyolult meglehetősen, de a levezetése is, minthogy többszörös behelyettesítéseket és hasonló ravasz, szimbólumokkal való manipulációt igényel (igen valószínűtlen tehát, hogy empirikus kísérletezés és analógiák útján bárki is rábukkanjon).

#### A tizenkilencedik és huszadik század: A csoportoktól és testektől a hiperkomplex számokig
A racionális, a valós és a komplex számok mint struktúra tudatos szemlélete, meghatározása azonban csak a tizenkilencedik század, „a szigorúság forradalmának” eredménye. Az absztrakt struktúrafogalom kialakulása ezzel majdnem egy időben ment végbe. Dedekind például, akinek óriási szerepe volt a valós számok precíz megalapozásában, részben a test fogalmának megalkotója is volt. A folyamat azonban csak a huszadik század közepére, a Bourbaki-csoport és az amerikai New Maths mozgalmak hatására lett igazán véglegessé (mert befejezettségről bizonyára nem beszélhetünk).

#### Egyenletek és polinomok
Az elemi algebrában fellépő problémák (ide értve akár a szöveges és a geometriai eredetűeket, mint pl. a híres szögharmadolás is) közül a „legtermészetesebbek”, a matematika formális nyelvére átfogalmazva őket, az ún. algebrai egész (manapság a szakirodalomban sokkal gyakrabban alkalmazott szóval, polinomiális) egyenletekhez vezetnek (egy tipikus példa: 4.1x³+3.1x²+6.28x-2.07 = 0). Ezek valóban „bizonyos értelemben a legtermészetesebb” elemi algebrai problémák, úgy történeti szempontból (az ókorban elkezdődött a vizsgálatuk), mint látszólagos egyszerűség, pontosabban egyszerű megfogalmazhatóság szempontjából. Az algebrai egész egyenletek felírásához csak a négy alapműveletet lehet – vagy szabad – használni, sőt (amire az „egész” elnevezés utal), az ismeretlennel osztást sem szabad kijelölni. Az algebrai egész egyenletek mind f(x)=0 alakra hozhatóak, ahol f(x) egy (valós együtthatós) polinom. Az algebrai racionális egyenletek (törtes egyenletek) – ez a „legbővebb” egyenletosztály, amely egy testben tisztán algebrai eszközökkel megfogalmazható, megoldásra kijelölhető – a nevezővel való „óvatos” (annak nullaságát is esetként szem előtt tartó) szorzással polinomiálissá alakítható, tehát a kulcskérdés a testek esetében is ugyanaz, mint a gyűrűk esetében: a polinomok vizsgálata.
Ha egy ilyen egyenlet megoldható, egyik megoldása x, akkor azt mondjuk, az f(x) polinomnak van gyöke. Már a valós együtthatós másodfokú egyenletek megoldása során beleütközünk azonban abba a problémába, hogy nem minden polinomiális egyenlet megoldható (a valós számokon belül), mert a megoldásra szolgáló megoldóképletben negatív valós számokból kellene gyököt vonni, ami ebben a számkörben lehetetlen. A harmad- és negyedfokú egyenletek megoldóképletének megtalálása pedig azt a megdöbbentő felfedezést vonta maga után, hogy ha ezekkel a „lehetetlen” gyökmennyiséggel hasonlóan számolunk, mint ha valósak lennének, akkor olyan valós megoldásokat szolgáltatnak, melyek az algebrai megoldás más részleteiből nem adódnak elő (pl. még Cardano fedezte fel, hogy x³=15x+4 egyenletnek 4 a pozitív megoldása, azonban gyökképlete ezt csak a „lehetetlen” negatív gyökökkel való számolás útján szolgáltatja, Filep, 137.). Hamarosan elkezdték a „lehetetlen” gyökmennyiségeket is számoknak nevezni, így alakult ki a „képzetes szám” fogalma, amely végül a „komplex számok” precízen is megfogalmazható matematikai fogalmában és elméletében kristályosodott ki.
A kutatás itt, a tizenkilencedik század közepénél és végénél, két nyilvánvaló irányban folytatódott. Egyes matematikusok az olyan számsokaságokat kezdték önmagukban vizsgálni, mint a valós és a komplex számok struktúrája, ill. az ilyen struktúrák egymáshoz való viszonya. Többek között ez vezetett a test algebrai fogalmához (is), illetve olyan vizsgálatokhoz, mint pl. az algebrai elemeké vagy a testbővítéseké (bár a struktúrák tanulmányozásának egyéb indítóokai is voltak (analitikusak, mint pl. a pí transzcendens voltának vizsgálata, vagy számelméletiek, mint pl. a Fermat-tétel bizonyítására irányuló törekvés)). Más matematikusok magukat az egyenleteket kezdték vizsgálni, a gyökök és együtthatók összefüggésének vizsgálata végül a híres Galois-elmélethez vezetett, olyan fogalmakhoz, mint pl. az automorfizmus vagy a permutációcsoport. A kutatás e két, „belső” (kifejezés-algebrai) és „külső” (struktúra-algebrai) iránya persze csak hipotetikusan választható szét (az összefonódásukra szép példa Galois munkája), mert a kifejezések és egyenletek vizsgálata is „természetes” módon, általában „strukturális” fogalmakhoz vezet.

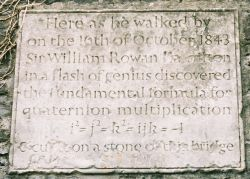
A dublini Broom hídon álló emléktábla W. R. Hamilton felfedezéséről (1843. okt. 16.), a kvaterniókról, amely az első közismert példa volt nem-kommutatív ferdetestre. Hamilton a hídon sétálva jött rá egy probléma megoldására, amelyen már régóta gondolkodott: létezik-e a valós számoknak a komplex számokénál magasabb dimenziós testbővítése?

#### A test általános fogalmának előképei
A test fogalmát implicite már Niels Henrik Abel és Évariste Galois is használta, a (valós együtthatós) algebrai egyenletek megoldhatóságát tárgyaló munkáikban. Galois, noha még nem használta a „test” elnevezést, mégis a csoport- és a testelméletet összekapcsoló első elmélet megalkotójaként ismert (róla nevezték el ez utóbbit Galois-elméletnek). Az első, aki részletesebben is vizsgálta (1928 és 1942 között) a csoportok és testek viszonyát, Emil Artin volt.
1871-ben Richard Dedekind egy német nyelven megjelenő számelméleti munkájában, testnek (Körper) nevezte el valós vagy komplex számok bármely olyan halmazát, mely zárt a négy aritmetikai alapműveletre. Dedekind ezen írását gyakran „Über die Komposition der binären quadratischen Formen”, azaz „A kétváltozós kvadratikus alakok kompozíciójáról” címen idézik; először a barátja és kollégája, L. Dirichlet által írni kezdett, de 1859-es halála miatt csak Dedekind által posztumusz módon, először 1863-ban kiadott, Előadások a számelméletről (Vorlesungen über Zahlentheorie) c. monográfia második kiadásának (1871) X. számú, Dedekind által írt függelékeként jelent meg.
Mint (egy lábjegyzetben, illetve a függelék különböző kiadásokban megjelent különböző megszövegezései alkalmával) mondta, azért alkalmazta az eddigi szokással ellentétben ezt az elnevezést, mert ez a szakszó a többi tudományban is megvan, és akár természettudomány, akár az emberi társadalommal foglalkozik, a befejezettség, lezártság, tökéletesség érzését kelti (jelen értelemben az alapműveletekre érvényes a zártság, a „befejezettség”). Dedekind testfogalma strukturális (algebrai) szempontból teljesen megegyezik a maival (ugyanazok a fő azonosságok érvényesek), ama különbséggel, hogy sokkal konkrétabb: nála minden test a komplex számok valamely részhalmaza. A testbővítés/résztest fogalmát is bevezette, osztónak nevezve (észrevéve, hogy egy test résztestei teljes hálót alkotnak, ahhoz hasonló struktúrát, mint a természetes számok körében az osztók és többszörösök – ez valószínűleg motiválta a hálóelmélet későbbi kidolgozásában); valamint a testek izomorfizmusának (nála: permutációjának) fogalmát is. Mellesleg, azt a követelményt is megfogalmazta, hogy egy test legalább két elemet tartalmazzon (ami a modern szakirodalomban szerzőtől függően hol megfogalmazódik, hol nem). Dedekind eljutott egészen a Galois-elmélet alapelveinek modern, testbővítések és automorfizmusok segítségével történő megfogalmazásához is; összességében elmondható, hogy a testelmélet megalkotásában, bár még konkrétabb formában, nagyon komoly szerepe volt, és Galois mellett a téma első jelentős kutatójának tekinthető.
1881-ben Leopold Kronecker definiálta az általa „racionalitási” (arányossági) tartománynak nevezett fogalmat, amelyen valójában – modern szóhasználattal – polinomok által alkotott testet értett .

### Az absztrakt testfogalom megjelenése
A test absztrakt (axiomatikus) fogalmának, amely már nem kötődik komplex számokhoz, vagy más konkrét struktúrához, első világos, szigorú meghatározását 1893-ban adta meg Heinrich M. Weber.
1910-ben Ernst Steinitz megjelentette rendkívül jelentőségteljes értekezését (németül), Algebraische Theorie der Körper, vagyis „A testek algebrai elmélete” címmel. Előszavában nyíltan meghirdette a testelmélet teljesen tudatos, önmagáért való tanulmányozására, a testek egymással való összefüggéseinek felderítésére irányuló programot, anélkül, hogy az alkalmazások (mint pl. a Galois-elmélet felépítésének) elsődlegessége ezt a kutatást behatárolná. Axiomatikus módon vezette le a testek tulajdonságait, és rendkívül sok fontos testelméleti fogalmat definiált, mint pl. a prímtestekét, a tökéletes testekét, és egy testbővítés transzcendenciafokáét. Megszületett – pontosabban, összeállt – a testelmélet: mint paradigma, mint metodológia, mint terminológia, egyaránt. Steinitzet elsősorban a p-adikus számok rendszere motiválhatta az absztrakcióban (Henselhez, az elmélet megalkotójához, barátság is fűzte), nem pedig Kronecker és Dedekind testelméleti és algebrai számelméleti jellegű munkái. 

## Fontosabb fogalmak, eredmények

### Kifejezések (polinomok)

#### A polinomok mibenléte, jelentősége
Bármely algebrai struktúrára, így a testekre is igaz, hogy a struktúrát megadó műveleti jelek egyfajta nyelv szavait képezik (csak éppen, általában, de meglehetősen esetlegesen, egybetűs szavakat). A változók/ismeretlenek jeleit is eme nyelvbe értve, a szavakból értelmes mondatok írhatóak fel. Ezeket a struktúra feletti (algebrai) kifejezéseknek nevezzük (Pl. a valós számok (R,+,·,0,1,-(.),1/(.)) testének körében 1+1, (x-1):3, 0, x²+x+1, sőt 1/(x-1) stb. ilyen algebrai kifejezések, ellenben |x|+1 nem algebrai kifejezés, mert az abszolútértékjelet nem sorolhattuk fel a fenti struktúrát megadó műveletek között, hiszen akkor nem lenne test).
Ha adott egy test, akkor az e fölötti algebrai kifejezéseket az e test feletti (algebrai) törtkifejezéseknek vagy algebrai törteknek nevezzük. (Az elemi algebrán belül szokásos a racionális törtkifejezések elnevezés is). Különös jelentőségük van közöttük azoknak, amelyekben nincs ismeretlenekkel való osztás. Ezek az algebrai egész kifejezések (vagy, inkább az elemi algebrán belül, racionális egész kifejezések), azaz polinomok. (Az algebrai törtek általában azért kevésbé jelentősek, mint a polinomok, mert bármely ilyen kifejezés felírható, mint két polinom formális hányadosa, ezáltal a vizsgálatuk során fellépő problémák jelentős része visszavezethető a polinomok elméletére.)
Az egyműveletes struktúrákhoz képest a gyűrűk és testek rögtön egy érdekes problémát vetnek fel. Mivel két kétváltozós művelet van, az összeadás és szorzás, a testek feletti kifejezések ugyanis kétféleképp is származtathatóak lennének: A). összegek szorzataként; pl. (x+y)(y-x), illetve B). szorzatok összegeként (pl. -x²+y²).
A testaxiómák meglehetősen egyszerű következménye (sőt kommutatív gyűrűkre is igaz), hogy sok esetben ez a kétfajta felírás átalakítható egymásba (a megadott példa esetében is), vagyis ugyanazt a kifejezést adja meg. Két kérdés tehát, melyek logikusan felmerülnek:
1. Adott A) alakú kifejezésből hogyan lehet, ha lehet, a B). alakját megkapni („zárójelfelbontás”)?
2. Adott B) alakú kifejezésből hogyan lehet, ha lehet, az A). alakját megkapni („gyöktényezőkre bontás”)?

A testelmélet szempontjából az 1. probléma kevéssé érdekes, relatíve könnyű volta miatt ugyanis az elemi algebra témakörébe tartozik. A megoldása a polinomiális tétel néven ismert törvény, amely mellesleg az algebra és az elemi kombinatorika fogalmait kapcsolja össze meglehetősen esztétikus módon. Speciális (két változóra szorítkozó) esete a binomiális tétel.
A második probléma nemcsak nehéz és/vagy messzire vezető volta, hanem az egyenletmegoldás elméletileg és gyakorlatilag is nagyon jelentős kérdésével való összefüggése miatt is, viszont lényegében az egész testelmélet kiinduló problémája. Elemi úton kimutatható ugyanis, hogy egy f[x] polinom akkor és csak akkor bontható tovább, ha nem is feltétlenül gyöktényezőkre, de legalább egyszerűbb polinomokra, amennyiben az f[x]=0 egyenlet megoldható az adott testben.
Akár megdöbbentőnek is lehetne tekinteni, ámde mégis igaz, hogy a polinomok A). és B). alakja aszimmetriát mutat (nincs bijektív leképezés): vagyis bár egy A). alakú polinom mindig B) alakra hozható testekben (polinomiális tétel), fordítva ez közel sincs így. Pl. az x²+1 polinom nem hozható a valós számok teste felett „összegek szorzata” alakra, sőt, még csak nem is faktorizálható egyszerűbb polinomokká, és nem ez az egyetlen példa. Nemcsak a két különböző rekurzív kifejezés-felépítési elv eredményei közti kölcsönösen egyértelmű leképezhetőség hiánya meglepő, vagy legalábbis önmagában nem nyilvánvaló, hanem – ami a gyöktényezőkre bonthatóság és a gyökök létezésének ekvivalenciája miatt lényegében ugyanez a probléma, csak gyökeresen (radikálisan) eltérő megfogalmazásban – hogy míg a szorzás invertálható a testben, a testek zártak a szorzás inverzére, az osztásra; addig a hatványozás, ami csupán a szorzás iteratív, ismételt elvégzése, már nem invertálható, vagyis egy test általában nem zárt a hatványozások megfordított műveletére, az n-edik gyökvonásra, azaz az egyenletek gyökeinek gyökképletekkel (radikálokkal) való felírására.
A (történetileg is) legelső és egyik legfontosabb testelméleti kérdés tehát, hogy mely testek mely polinomjai faktorizálhatóak, és ez utóbbira nézve, ha lehetséges, hogyan fest a faktorizáló algoritmus ("gyökképlet”).

#### A polinomok számelmélete
Bár a polinomok számelmélete hagyományosan inkább az algebrai számelmélet, mintsem a testelmélet területére esik, bizonyos alapvető tudnivalók szükségesek a polinomok technikai kezeléséhez.
Egy T test fölötti egyhatározatlanú (egyismeretlenes) polinomok mindig gyűrűt alkotnak, ha x a határozatlan, akkor ezt a gyűrűt T[x]-szel szokás jelölni. A gyűrűkben a szorzás nem mindig invertálható; és ez a helyzet a polinomgyűrűkben is: egy polinomnak általában nincs reciproka. Pontosabban a reciprokkal rendelkező polinomok egész jól behatárolhatóak: ezek pontosan a nulladfokú, de a nullpolinomtól különböző polinomok, amelyek tehát „lényegében megegyeznek” a T test nem nulla elemeivel.
Ha nincs reciprok, akkor nem-triviális kérdés az oszthatóságot vizsgálni. Egyes polinomok felbonthatatlanként viselkednek, vagyis nem lehet őket egyszerűbb (alacsonyabb fokú) polinomok szorzatára bontani; mások összetettnek, azaz nem-triviális szorzatra bonthatóaknak bizonyulnak.
A nem osztható polinomokra is bevezethető a fokszámra alapozva egy maradékos osztás: ha f és g két tetszőleges polinom, akkor létezik két olyan h („hányadfos”) és m („maradék”) polinom, hogy g=fh+m, ahol m vagy nullpolinom, vagy pedig alacsonyabb fokú, mint f. Ha f nem a nullpolinom, akkor ez az előállítás ráadásul egyértelmű is: a feltételeket teljesítő f-ből és m-ből is mindössze egy létezik T[x]-ben.
A maradékos osztásra alapozva bizonyítható a polinomok számelméletének alaptétele: bármely T[x]-beli polinom felbomlik, a tényezők sorrendjétől és az egységszorzóktól eltekintve egyértelműen, irreducibilis- avagy prímpolinomok szorzatára.
A maradékos osztásra alapozva bizonyítható egy másik, a testelmélet egésze szempontjából talán a legalapvetőbb tétel, nevezetesen, hogy egy T-beli a elem akkor és csak akkor gyöke egy T[x]-beli f polinomnak akkor f felírható f=(x-a)g alakban, vagyis f-ből kiemelhető az x-a gyöktényező. Az „akkor” irány triviális, a „csak akkor” irány azonban azon a már nehezebben (de még mindig elemi módon) belátható állításon alapul, hogy bármely a T-beli elemet véve, az x-a elsőfokú polinommal maradékosan osztva f-et, a maradékpolinom éppen f(a), vagyis az f polinom helyettesítési értéke az a helyen.

### Homomorfizmus és izomorfizmus
Két test izomorf (azonos struktúrájú), ha létezik köztük kölcsönösen egyértelmű és művelettartó leképezés. Ez szemléletesen (a testek esetében is) azt jelenti, hogy gyakorlatilag ugyanarról a struktúráról van szó, csak máshogy nevezik vagy jelölik az elemeket és műveleteket. A kölcsönös egyértelműség követelményét elhagyva, a homomorfizmus fogalmához jutunk: (test)homomorfizmus tehát valamilyen művelettartó leképezés két (nem feltétlenül különböző) test között.

### Résztestek, testbővítés

#### Résztest, testbővítés, beágyazás
Valamely test bővítése egyszerűen egy olyan, másik test, amely részstruktúraként tartalmazza az eredeti testet. A „résztest” (pl. ang. „subfield”) terminológia helyett nemzetközileg elterjedt a testbővítés (pl. angol „field extension”) szó használata. [E fogalom általánosítása a testbeágyazás: valamely K test beágyazható az L testbe, ha az L-nek van olyan K' részteste, amely izomorf K-val.]

#### Testbővítés-típusok és alkalmazásaik
A testbővítések között fontos megkülönböztetéseket lehet tenni. Például: az L testet K test algebrai bővítésének nevezzük, ha L minden eleme előáll valamely olyan [L fölötti] polinom gyökeként, mely minden együtthatója K-beli.[példa]. Ellenkező esetben a testbővítést transzcendensnek hívjuk.
A Galois-elmélet célja egy test algebrai bővítéseinek vizsgálata.
A testbővítések vizsgálata oldotta meg a matematika három klasszikus (részben ókori), és sokáig megoldhatatlannak tartott problémáját (a déloszi probléma vagy kockakettőzés, a szögharmadolás vagy triszekció, valamint az algebrai egész egyenletek gyökképletekkel való megoldhatóságának problémája). Mindhárom probléma ugyanis bizonyos (illetve a harmadik igazából tetszőleges/általános) polinomok gyökeinek kereséséhez vezet.

#### Prímtestek
Ha egy testnek nincs valódi (önmagával nem azonos) részteste, akkor prímtestnek nevezzük (Steinitz, E.: Algebraische Theorie der Körper, 1910). Minden testnek van rész-prímteste, nevezetesen résztesteinek metszete. A racionális számok teste és a mod p maradékosztáy-test mindannyian prímtestek, és ennek megfordítása is igaz: minden prímtest izomorf vagy Q-val, vagy Zp-vel.

### Lezárások
Ha adva van egy test, azon számos szempontból lehet „lezárást” értelmezni, pl. algebrai lezárást, szeparábilis lezárást, ciklikus lezárást stb. Az alapötlet mindig ugyanaz: ha P(T) egy, a testek [ osztályán ] értelmezett tulajdonság, akkor valamely K test P-lezárása egy olyan K-nál bővebb L test, amely kielégíti a P(L) tulajdonságot, és minimális abban az értelemben, hogy L-nek nincs olyan valódi részteste, amely szintén kielégítené P-t.
Pl. ha P(T) a következő tulajdonság: „Minden T[x]-beli nem konstans polinomnak van gyöke T-ben”, akkor T P-lezártjának fogalma az algebrai lezárással esik egybe.
Mindig igaz, hogy ha egy testnek több P-lezártja is létezik, akkor ezek izomorfak. Azonban általában két [különböző tulajdonságra nézve képezett?] lezárás között nincs izomorfizmus.

### Rendezett testek
Fontos, bár bizonyos okok miatt kevéssé elterjedten vizsgált probléma, hogy mely testekbe vezethető be olyan rendezési reláció („kisebb-nagyobb”), amely – szaknyelven szólva – kompatibilis, avagy izoton az algebrai műveletekkel, azaz amely olyan, hogy a rá vonatkozó egyenlőtlenségek hasonlóan kezelhetőek, mint a valós számok körében: az egyenlőtlenség mindkét oldalával szabad hozzáadást, kivonást, és bizonyos megszorításokkal szorzás-osztást is végezni, a megoldások ugyanazok maradnak. A valós számok teste az ismert módon rendezetté tehető, elemi úton belátható viszont, hogy a komplex számok teste egészen egyszerűen nem rendezhető, ha ragaszkodunk az algebrai szerkezettel való kompatibilitáshoz. A rendezett testek elméletét a következő „reprezentációs tétel” lényegében elintézi: bizonyítható, hogy arkhimédeszien (a valós számokhoz hasonlóan) rendezett testből lényegében egyféle nagyobb „gyűjtemény” létezik: a valós számok, illetve ennek résztestei, minden hasonlóan rendezett test e résztestek valamelyikével izomorf. Ugyanakkor a rendezett ferdetestekre vagy a nem-arkhimédeszien rendezett testekre még léteznek nyitott problémák.
A rendezett testek normálhatóak („abszolút érték” avagy „elem hossza” bevezethető), a norma fogalmára alapozva pedig metrika, topológia, határérték-fogalom, egyszóval: sorozat- és függvényanalízis építhető ki, utóbbi fogalmak azonban már nem tartoznak a testelmélet körébe.

## A testelmélet alkalmazásai
A test fogalma számos más matematikai fogalom definiálásában szerepet játszik vagy játszhat (vektortér, mátrix – két, a lineáris algebra számára alapvető struktúra -; [ polinom ] stb.) .
A véges testek fontosak a számelméletben, a Galois-elméletben, az algebrai kódelméletben [és ennek alkalmazásaként a rejtjelezés elméletében, valamint a DSP területén], e területek többsége esetén az algebrai lezárás nagyon fontos eszköz.
A bináris testek (azok, melyeknek karakterisztikája 2), hasznosak a számítógéptudomány számára.

## Néhány hasznos tétel
- Izomorfizmus-kiterjesztési tétel
- Primitívelem-tétel